# Mausoleo di Teodorico
Il Mausoleo di Teodorico, a Ravenna, è la più celebre costruzione funeraria degli Ostrogoti. Non sappiamo con precisione quando e da chi fu costruito, vale a dire se alla sua realizzazione provvedesse lo stesso Teodorico il Grande (pertanto prima del 526), o se vi provvedesse la figlia Amalasunta a ridosso della morte del padre.
Il mausoleo è inserito, dal 1996, nella lista dei siti italiani patrimonio dell'umanità dall'UNESCO, all'interno del sito seriale "Monumenti paleocristiani di Ravenna". Dal dicembre 2014 il Ministero per i beni e le attività culturali lo gestisce tramite il Polo museale dell'Emilia-Romagna, nel dicembre 2019 divenuto Direzione regionale Musei.

## Storia del monumento
Il monumento fu costruito all'esterno della cerchia muraria della città, in una zona da tempo occupata da una necropoli, che forse aveva un settore riservato ai Goti. Dopo la Prammatica Sanzione (a. 560) l'edificio entrò a far parte dei beni della Chiesa di Ravenna. Non sappiamo se l'edificio fosse riconsacrato in quella occasione. Il Protostorico Andrea Agnello, che visse nella prima metà del IX secolo, informa che ai suoi tempi l'edificio era adibito al culto con il nome di "Santa Maria ad Farum", per la vicinanza di un porto dotato di faro. Oggi il mausoleo è inserito in un parco nell'immediata vicinanza del centro di Ravenna.

## Descrizione

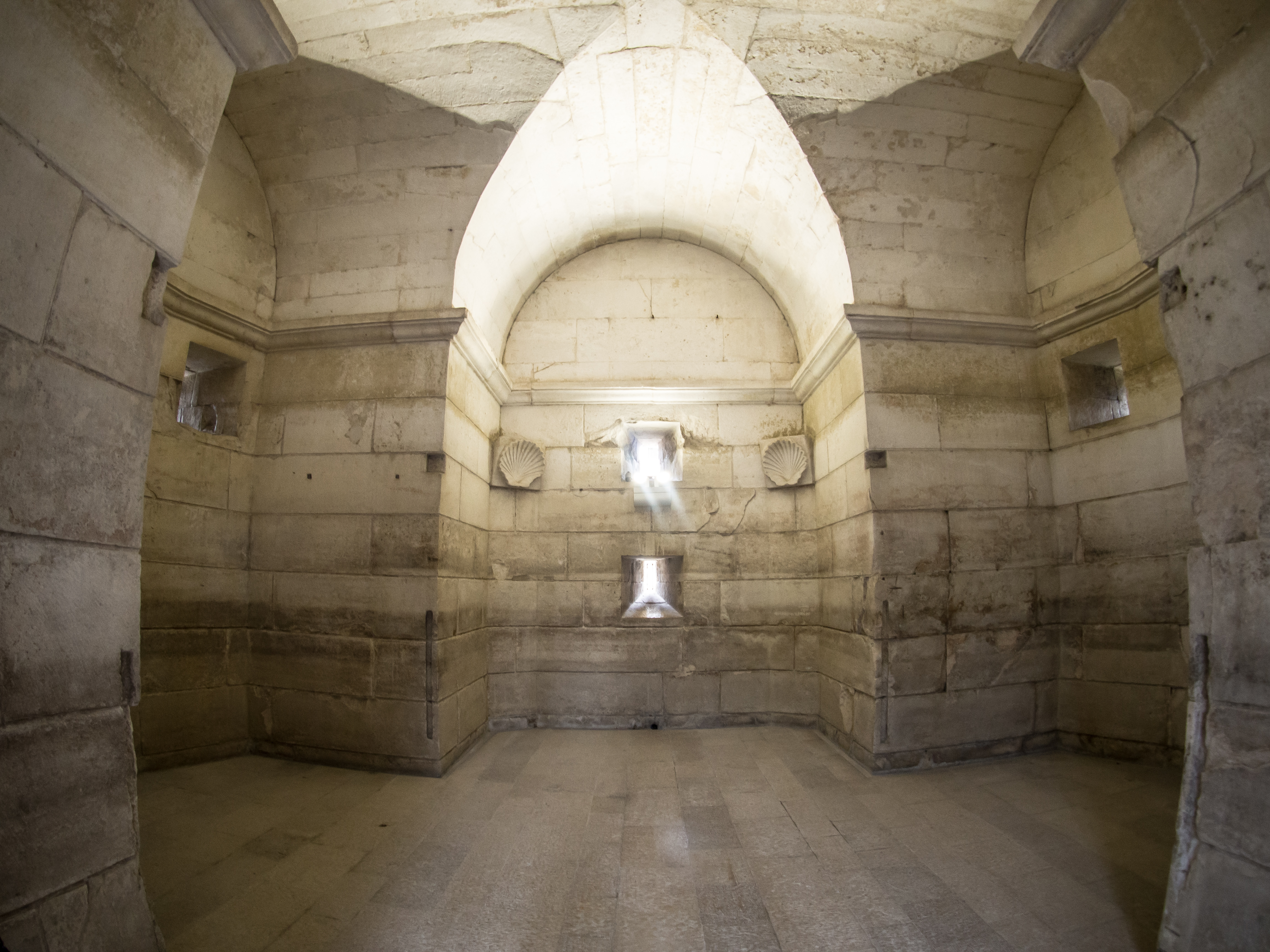
Interno del primo livello

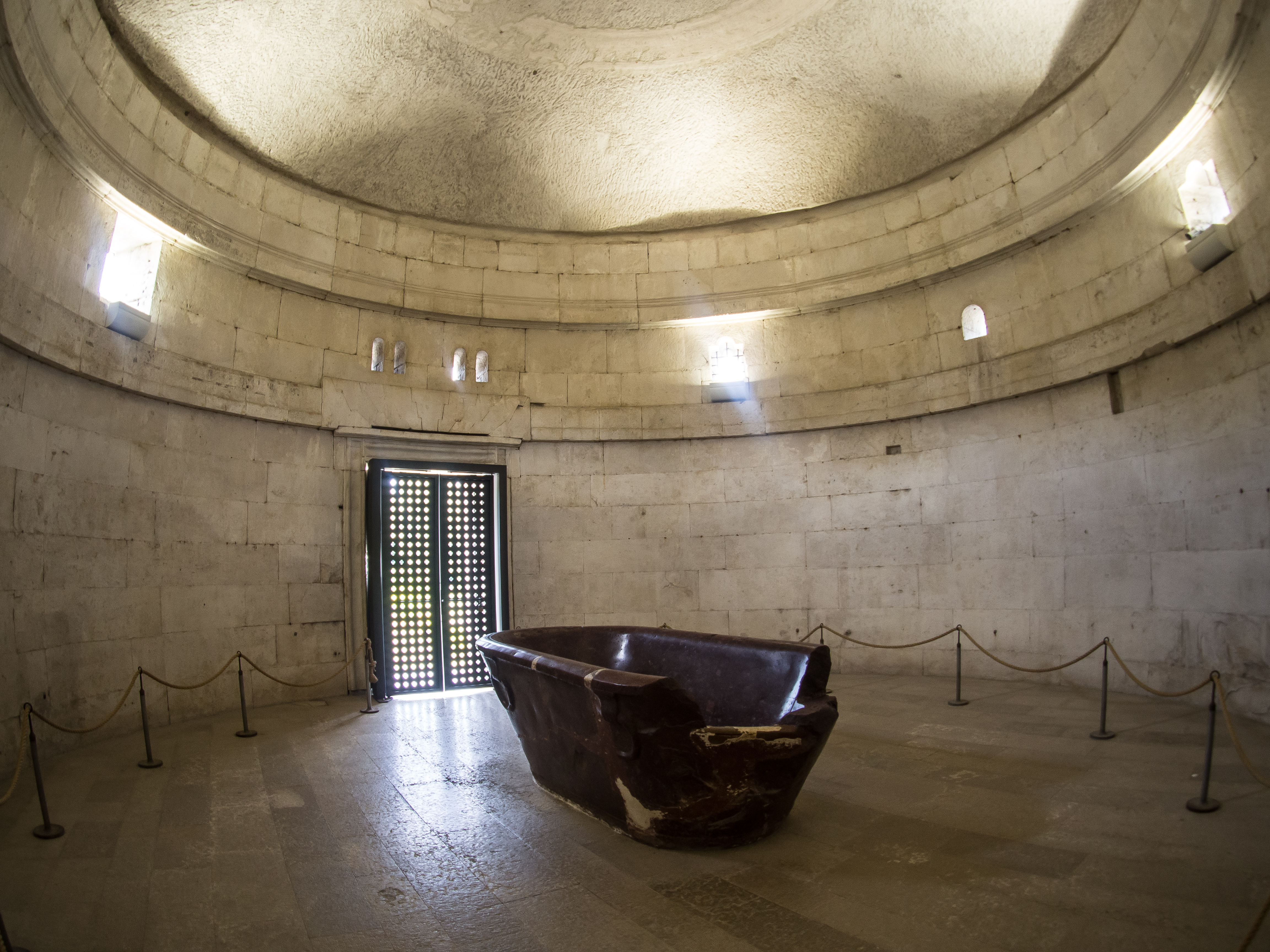
Interno del secondo livello

La costruzione si distingue da tutte le altre architetture ravennate per il fatto di non essere costruito in mattoni, ma con blocchi di pietra d'Aurisina per ricordare il Palazzo di Diocleziano a Spalato; il mausoleo presenta una pianta decagonale e l'impostazione a pianta centrale riprende la tipologia di altri mausolei romani (come il Mausoleo di Cecilia Metella), ed è caratterizzato da due ordini: 
- Il primo è esternamente decagonale, con nicchie su ciascun lato coperte da solidi archi a tutto sesto, mentre all'interno ha un vano cruciforme, con destinazione di camera sepolcrale;
- Il secondo è più piccolo, raggiungibile da una scala esterna e anticamente circondato da un deambulatorio con colonnine che lo rendevano più aggraziato e del quale restano solo tracce nell'attaccatura di archi alla parete. È anch'esso a forma decagonale all'esterno, ma diviene circolare al livello del fregio. Il vano interno è circolare, con una sola nicchia ad arco provvisto di croce. Oggi vi si trova la vasca di porfido rosso, priva di lastra superiore e che conteneva il corpo del re, i cui resti furono rimossi durante la dominazione bizantina.

La caratteristica più sorprendente dell'edificio è costituita dalla copertura formata da un enorme unico monolite a forma di calotta, anch'esso in pietra Aurisina, di 10,76 metri di diametro e 3,09 di altezza, per un peso di circa 230 tonnellate. Fu trasportato per mare e issato sull'edificio tramite le sue dodici anse (occhielli). Il forte senso di massa dell'edificio dovuto all'utilizzo della pietra segnala la continuità di questo con gli heroon di tradizione romana (la calotta presenta una spaccatura che diede origine a diverse leggende riguardanti Teodorico). Come si sia riusciti a posizionare il monolite in cima alla costruzione non è ancora oggi del tutto chiaro; due possibili ipotesi potrebbero essere che esso sia stato alzato sull'edificio man mano che questo veniva costruito, o che gli architetti fecero costruire una specie di diga, una "piscina", attorno al mausoleo completato e che quindi abbiano trasportato con una zattera il monolite fino alla cima.  Un'altra ipotesi più plausibile è quella secondo cui il  manufatto fu ricaricato con il  terreno fino all'altezza di imposta della cupola e successivamente il monolite spinto sopra la struttura.
Inoltre qui si trova all'esterno una fascia decorativa con un motivo "a tenaglia", l'unica testimonianza a Ravenna di una decorazione desunta dall'oreficeria gota invece che dal repertorio romano-bizantino.
Oltre a rifarsi alla tradizione romana e nordica (gota), l'edificio presenta influssi siriaci nell'accentuata cornice di coronamento.